# Changement de couleur des feuilles

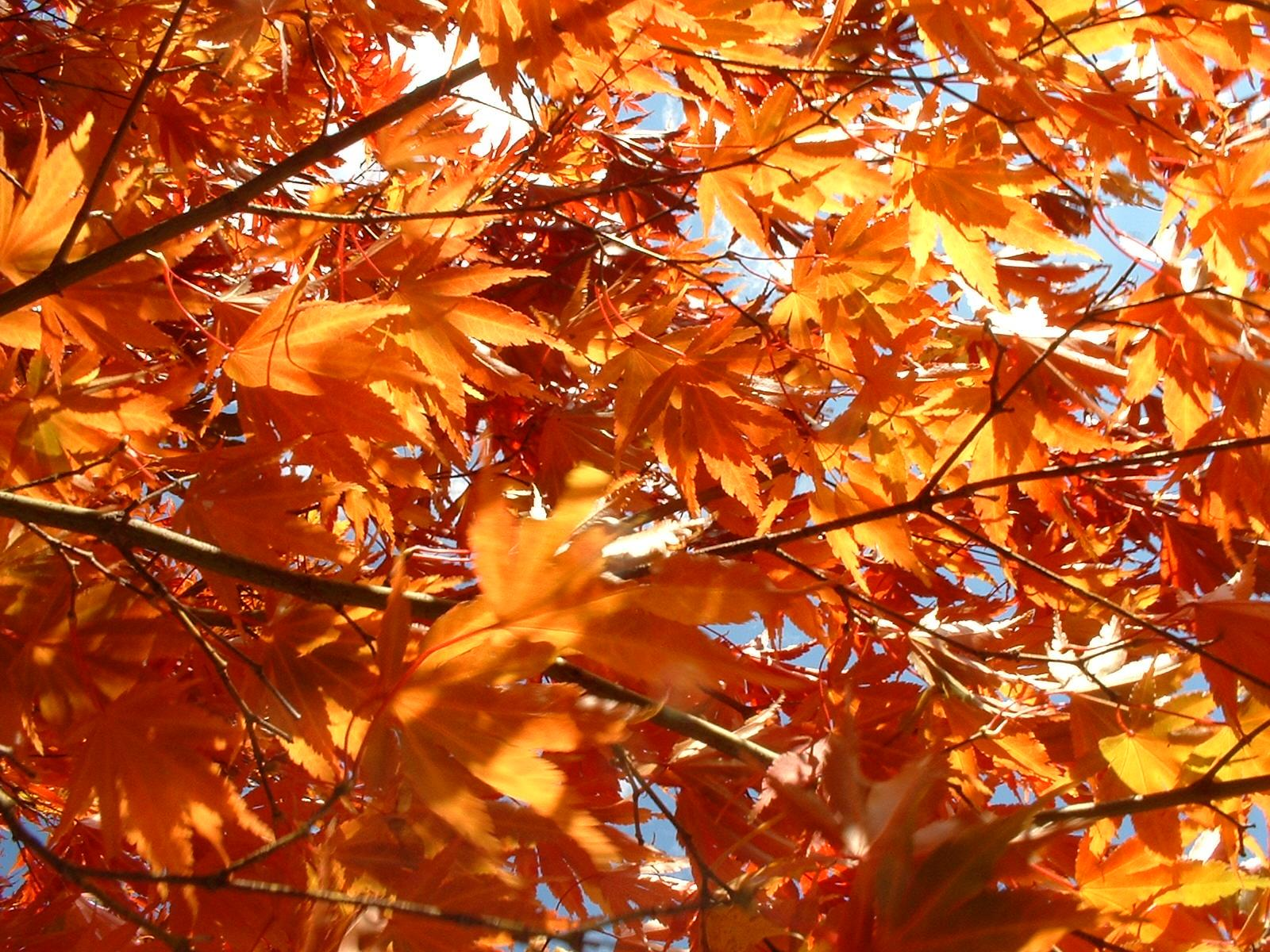
Des feuilles d'érable en Nouvelle-Angleterre.

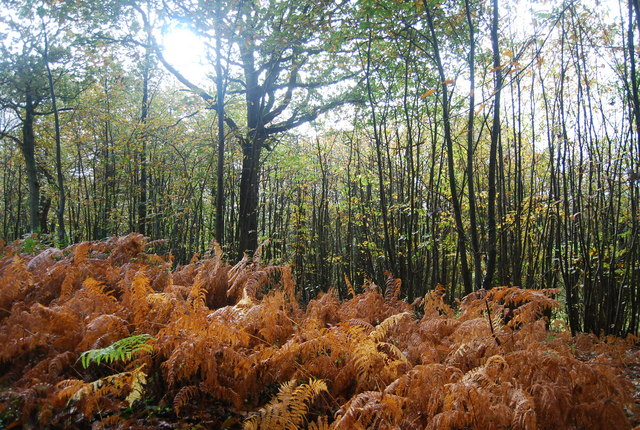
En automne, les frondes de la fougère aigle traduisent leur capacité de survivre en état d'anhydrobiose : leur couleur automnale est due aux tannins comme l'acide coumarique, protecteur contre les stress biotiques (attaques de pathogènes) et abiotiques (froid, sécheresse) qui induisent un stress oxydatif.

Durant les mois d'automne, des arbres feuillus et des fougères connaissent un changement de couleur des feuilles et des frondes avant qu'elles ne tombent. Ce changement de couleurs, qui existe chez beaucoup d'arbres des régions tempérées, est souvent appelé couleurs automnales. Il est associé au dernier stade du développement de la feuille, la sénescence qui se caractérise par de véritables bouleversements biochimiques.

## Chlorophylle et couleur verte

En le spectre d'absorption de la chlorophylle a et en le spectre d'absorption de la chlorophylle b.

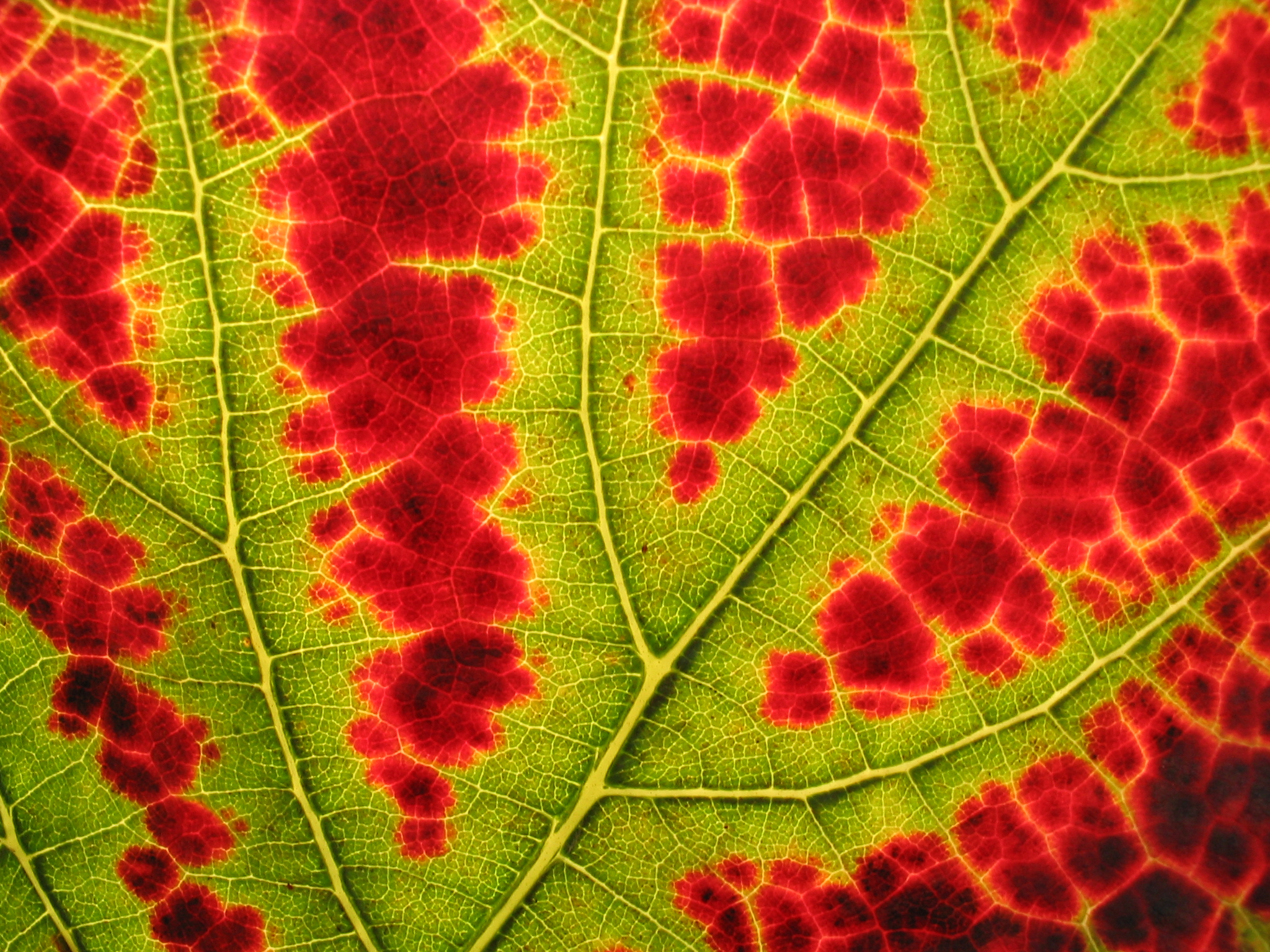
Dans cette feuille de vigne, les nervures sont restées vertes tandis que les autres tissus sont devenus rouges. Cela peut aussi être dû à une carence en magnésium.

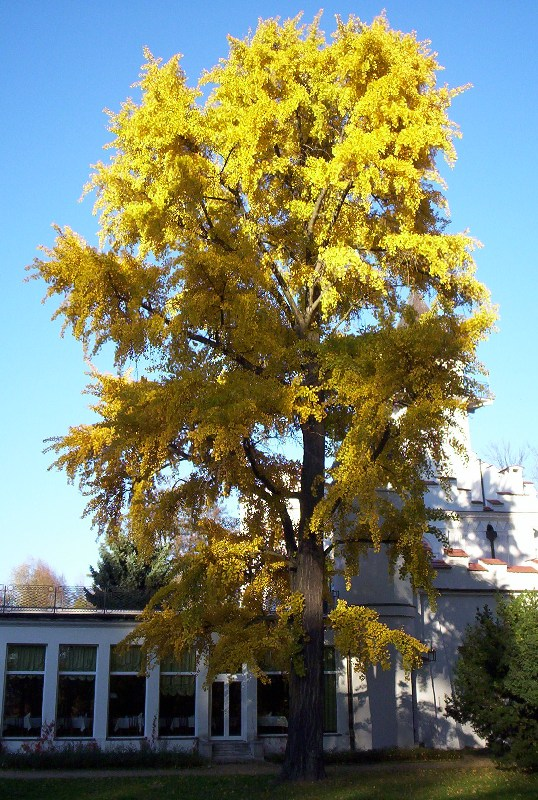
Ginkgo biloba en automne : le feuillage jaune d'or est induit par un composé de la feuille, l'acide hydroxyquinurénique qui augmente la brillance des caroténoïdes.

Une feuille est verte à cause de la présence d'un groupe de pigments appelé chlorophylle. Quand la chlorophylle est abondante dans les cellules, comme c'est le cas pendant la période de croissance des végétaux, le vert des molécules de chlorophylle domine et masque la couleur de tout autre pigment qui pourrait être présent dans la feuille. Ainsi, en été les feuilles sont généralement vertes.          
La chlorophylle est un élément essentiel de la biochimie végétale par son rôle dans la photosynthèse qui consiste à absorber les rayons solaires et utiliser l'énergie résultant de cette absorption dans l'élaboration de la “nourriture” de la plante - les sucres simples, produits à partir d'eau et de dioxyde de carbone. Ces sucres sont la base du métabolisme de la plante et sont donc indispensables pour sa croissance et son développement. Comme toute molécule, la chlorophylle a une durée de vie, et elle est donc continuellement détruite. Cependant, durant la période de croissance, la perte des molécules de chlorophylle est compensée par une synthèse équivalente, ainsi le niveau de chlorophylle reste-t-il élevé et les feuilles restent vertes. Les végétaux investissent jusqu'à un tiers de leur photosynthèse nette dans la synthèse du système de captage du rayonnement.
À la fin de l'été, en réponse à des signaux environnementaux tels que le froid et la diminution de la durée du jour, les nervures qui assurent le transport de fluides vers l'intérieur et l'extérieur de la feuille sont progressivement obstruées par un bouchon de liège à la base des feuilles, à l'endroit où précisément le pétiole se brisera (phénomène d'abscission). Avec le développement de cette couche de liège, l'afflux d'eau et de minéraux se réduit de plus en plus rapidement. C'est durant cette période que le niveau de chlorophylle commence à décroître : le processus très actif de la sénescence implique le recyclage des nutriments essentiels pour la plante conduisant notamment à un turn-over protéique supérieur à 60 % (40 % restant dans la feuille). Or une proportion importante de chlorophylle est associée aux protéines membranaires des thylakoïdes situés dans les chloroplastes. Avant que le bouchon de liège n'ait complètement obstrué le pétiole, la plante récupère les protéines chloroplastiques en séparant le complexe protéine-pigment. Cette réallocation des ressources au reste de la plante, dans la perspective de leur réutilisation au printemps, s'accompagne du changement de couleur des feuilles, de leur chute, et de leur recyclage au sol où les constituants foliaires sont décomposés par les microorganismes du sol.

## Pigments qui contribuent aux autres couleurs

### Caroténoïdes

Coupe transversale d'une feuille montrant le changement de couleur; cliquez sur l'image pour agrandir

Quand l'automne approche, certains facteurs à la fois internes et externes à la plante provoquent un ralentissement du renouvellement chlorophyllien, la vitesse de renouvellement devient alors inférieure à celle de la dissociation de la chlorophylle. Pendant cette période, la synthèse en chlorophylle diminuant graduellement, l'effet de masque s'atténue lentement. C'est alors que les autres pigments, qui étaient présents dans les cellules durant toute la vie de la feuille, commencent à être visibles. Ce sont surtout les caroténoïdes, qui émettent dans des couleurs jaunes, orange, et brunes, et dans une moindre mesure les tanins colorés (bruns, orangés diffus).   
Les caroténoïdes se trouvent - au côté des pigments chlorophylliens - dans des organites appelées plastes, des structures minuscules à l'intérieur des cellules des feuilles. Ceux-ci sont parfois si abondants dans la feuille qu'ils donnent à la plante une couleur vert-jaune, même en été. Mais dans la plupart des cas, les caroténoïdes deviennent apparents pour la première fois en automne, quand les feuilles commencent à perdre leur chlorophylle.
Leur jaune et leur orange teintent les feuilles des espèces d'arbres à bois dur tel que le frêne, l'érable, le tulipier, le peuplier, le tremble, le bouleau, le merisier, le platane, le sassafras, et l'aulne. Plus stables que la chlorophylle, leur teneur diminue moins vite au cours de la sénescence.
Les caroténoïdes se retrouvent couramment dans le monde du vivant et sont notamment responsables de la couleur caractéristique de la carotte, du maïs, du canari, des jonquilles, ainsi que  celle du jaune d'œuf et de la banane.

### Anthocyanes
Les couleurs rouges et pourpres, et leurs combinaisons qui parent les feuillages d'automne, proviennent d'une autre famille de pigments appelées anthocyanes. À la différence des caroténoïdes, ces pigments ne sont généralement pas présents dans la feuille au cours de la période de croissance. Ces molécules issues de la dégradation de sucres, sont synthétisées à la fin de l'été. Avant de se débarrasser de ses feuilles, l'arbre les vide des nutriments importants, comme le phosphate. Ceci modifie leur métabolisme. La dégradation des sucres mène alors à la synthèse de novo des anthocyanes dont les couleurs rouges attirent moins les pucerons que les couleurs vertes des feuilles estivales, ces insectes pondant moins sur les feuilles automnales,.

### Pigments bruns
Le stade final de la sénescence de la feuille s'accompagne de la désintégration des chromoplastes et d'une oxydation enzymatique des composés phénoliques (de type tanins. Bien qu'elles soient coriaces et peu goûteuses, il est possible de mâcher les feuilles pour évaluer l'évolution de ces tanins colorés par l'oxydation. Ils sont à l'origine du goût amer et astringent des feuilles vertes, et celui encore plus prononcé des feuilles jaune-orangé. La complexation des tanins avec les protéines lors du stade final de la sénescence, explique le goût terne de carton des feuilles brunes qui ont pris une couleur tabac (nommée ainsi à cause des feuilles mortes du tabac). Le paradoxe des complexes tanins-protéines brunâtres est qu'ils limitent la digestibilité des protéines par les décomposeurs classiques de la litière qui n'ont pas l'équipement enzymatique capable de les digérer mais les champignons mycorhiziens des arbres ont cet équipement (phosphatases, protéases) et récupèrent l'azote et le phosphore au profit de la symbiose mycorhizienne.

La faculté de percevoir la coloration, l'amertume et l'astringence de ces polyphénols a probablement été sélectionnée au cours de l'évolution pour avertir les herbivores et les omnivores de l’absorption de ces composés potentiellement toxiques conduisant à la formation de « pigments bruns », molécules organiques de fort poids moléculaire dont la structure chimique est encore très mal connue.

## Le changement de couleur progressif des feuilles au cours de l'automne
Le changement de couleur, lié au processus de sénescence, est variable au sein du feuillage, et même au sein d'une feuille. Cette variation est due à plusieurs facteurs : variation du pH vacuolaire, variation des concentrations d'ions métalliques qui chélatent certains hydroxyles et modifient la couleur du pigment, degré de dégradation de copigments comme les flavonols et les caroténoïdes, polymérisation et oxydation des tanins.

## Les changements de couleur des feuilles dans la litière
La mort des cellules végétales des feuilles entraîne la dégradation de tous les pigments et la diffusion des tanins vacuolaires qui précipitent avec les protéines cytosoliques, ce qui explique que la couleur des feuilles vire vers des couleurs brunes de plus en plus foncées puis noires. Puis apparaissent sur le limbe foliaire des taches plus claires voire blanches, de quelques millimètres à plusieurs dizaines de centimètres englobant tout un paquet de feuilles et de débris. Elles correspondent au développement de mycéliums saprophytes qui décomposent les composés colorés (les tanins combinés aux protéines), la lignine puis la cellulose. Cette « flore » mycologique des pourritures blanches de la litière appartient souvent à des basidiomycètes (genres Marasmius, Clitocybe, Collybia, Lepista, Agaricus, Lepiota, etc.).

## Rôles de ces pigments
Plusieurs hypothèses physiologiques (fonction de déchets, invalidée car la production de pigments est coûteuse en énergie ; fonction de photoprotection, de lutte contre le froid et effet antioxydant) aux feuilles pendant qu'elles libèrent certains de leurs éléments nutritifs vers le tronc et les racines) ou des hypothèses écologiques (coévolution arbre-insecte ; pigments bruns fixant les protéines, l'azote et le phosphate, composés minéraux formant des réserves progressivement libérées et rendues biodisponibles pour la consommation des plantes grâce à l'activité fongique rhizosphérique), sont proposées pour expliquer le rôle des pigments rouges et des pigments bruns. Les tanins qui sont déjà eux-mêmes des pigments anthocyanes (rouges ou jaunes) sont en effet impliqués dans la répulsion des insectes tels que les pucerons qui pondent leurs œufs sur des arbres en fin de saison. Au printemps, ces œufs éclosent et les larves phytophages se nourrissent sur leur hôte avec des effets parfois dévastateurs. Cette couleur aposématique de défense des plantes contre les herbivores intervenant au cours de l'évolution de la communication visuelle indiquerait aux insectes non seulement la toxicité des feuilles automnales (hypothèse du signal honnête affichant cette toxicité) mais aussi leurs ressources alimentaires limitées, et enrayerait l'homochromie de certains insectes verts ravageurs plus soumis à la prédation. Inversement cette couleur est un signal positif, attirant les pollinisateurs des plantes, les frugivores, ce qui favorise l'endozoochorie. 
Il y a plus d'espèces d'arbres produisant en automne des feuilles rouges (typiquement les Érables) en Asie et en Amérique du Nord qu'en Europe. Cette différence s'expliquerait par la nature tropicale de ces arbres apparus au Paléogène, il y a 35 millions d’années. Au gré de la tectonique des plaques, le climat devient peu à peu plus modéré (série de réchauffements et de glaciations) et voit l'apparition de saisons, ces arbres devant notamment résister à leurs défoliateurs automnaux grâce à leurs feuilles rouges. Il y a trois millions d'années, une nouvelle glaciation aurait contribué à la migration de ces arbres vers les régions situées au sud, plus chaudes. En Europe, les chaînes de montagne orientées est-ouest (essentiellement les Alpes) auraient bloqué ces migrations, les arbres ainsi que leurs ravageurs survivant mal au climat périglaciaire.

## Galerie

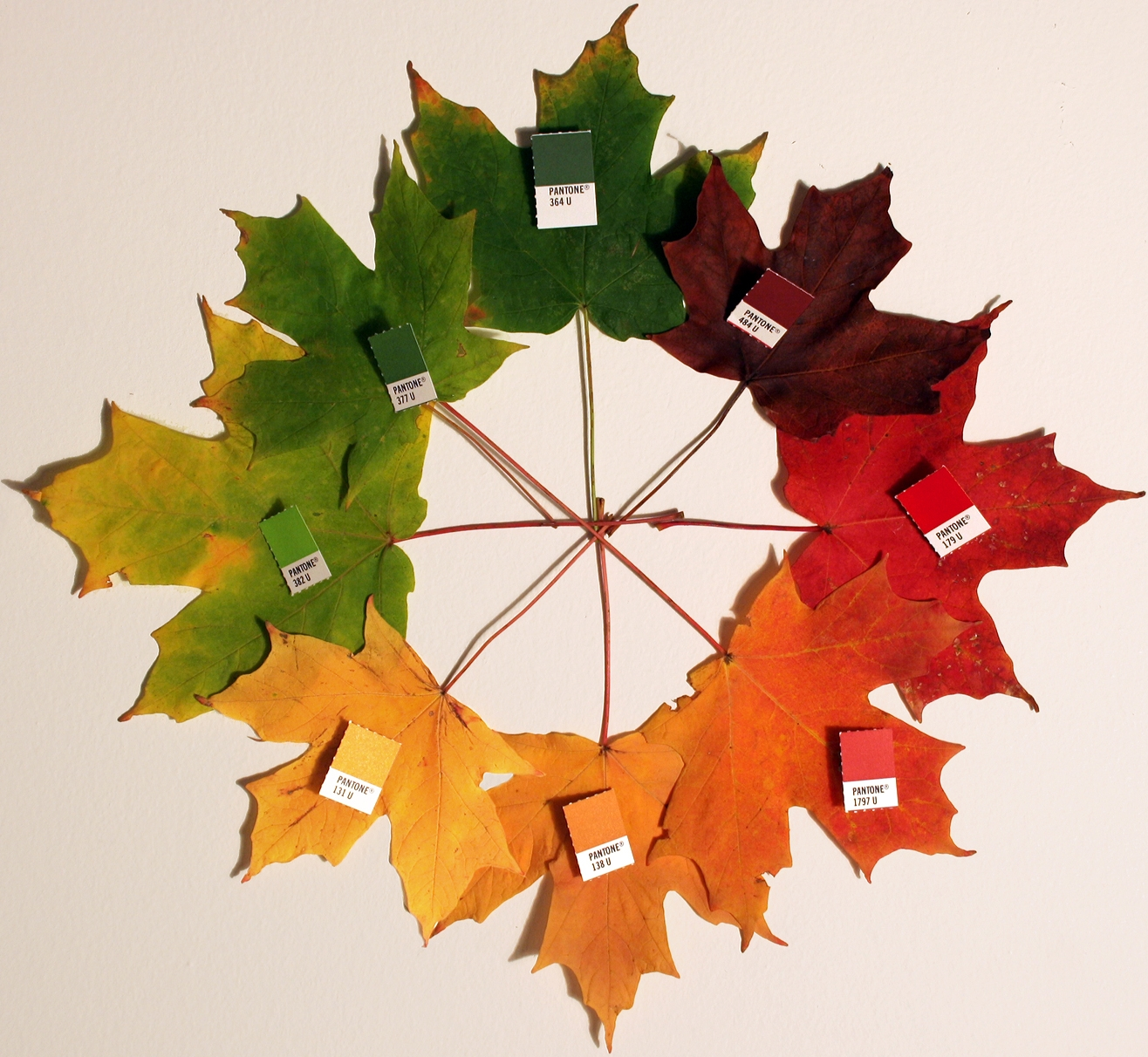
Feuilles d'automne
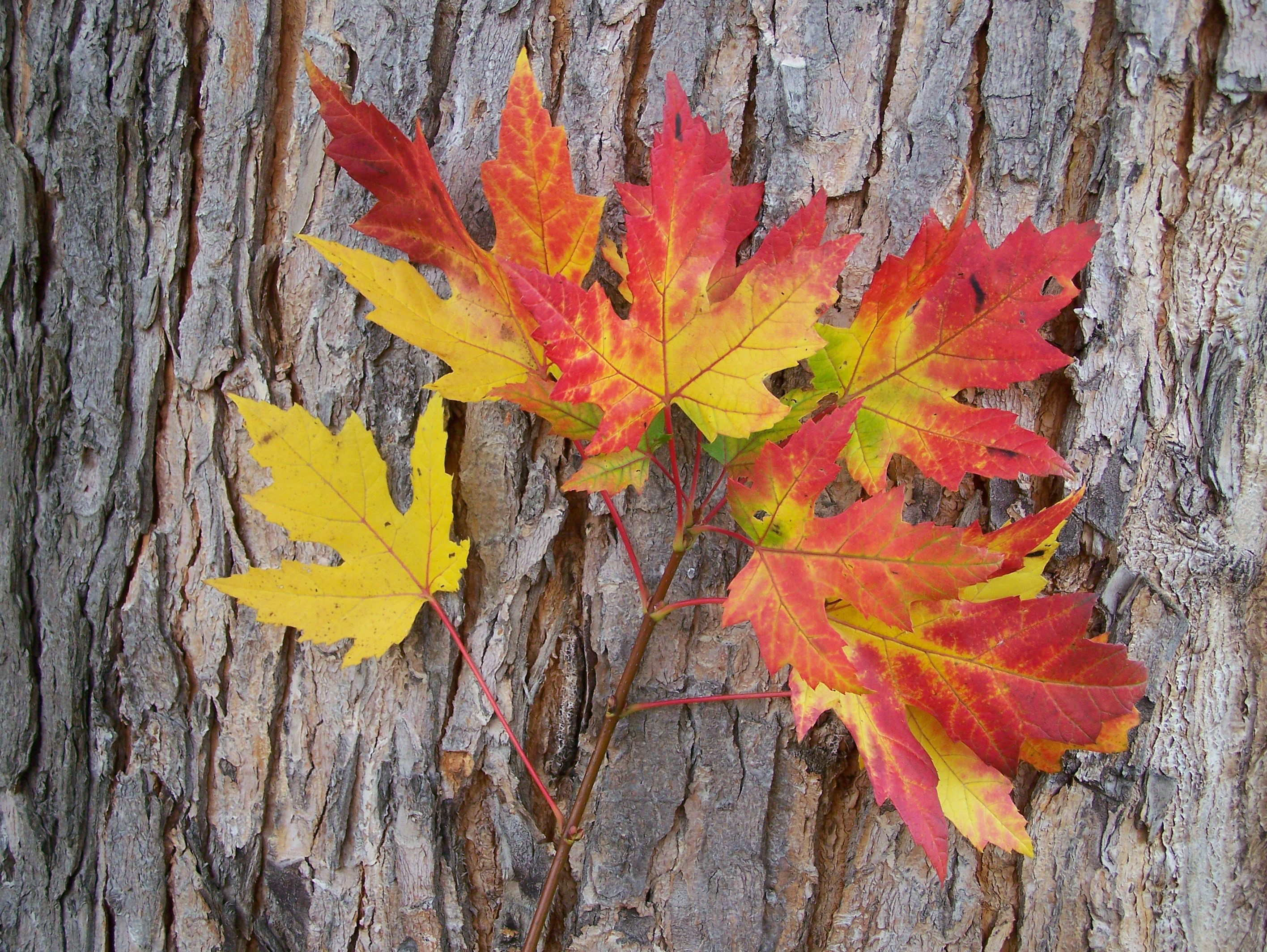
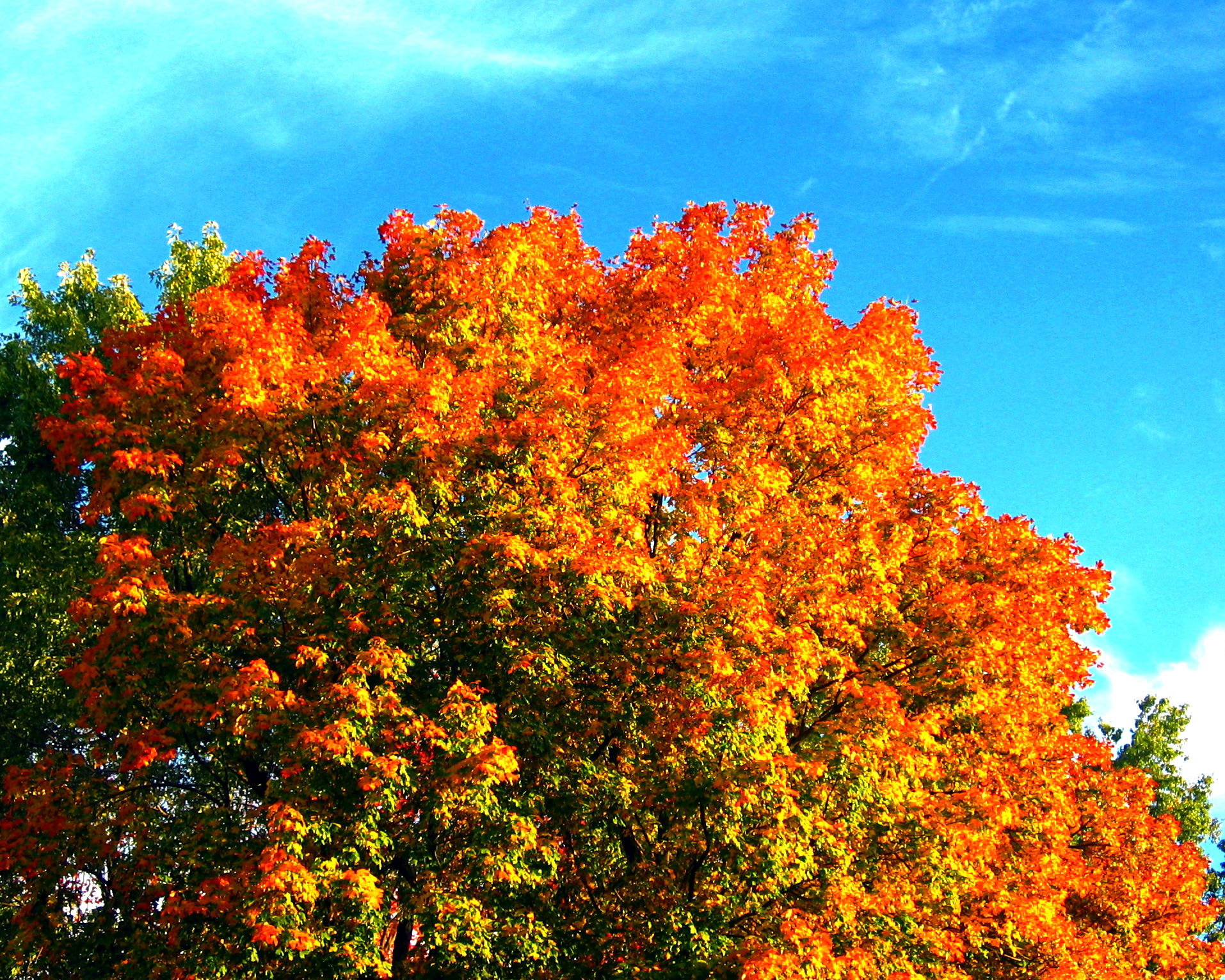
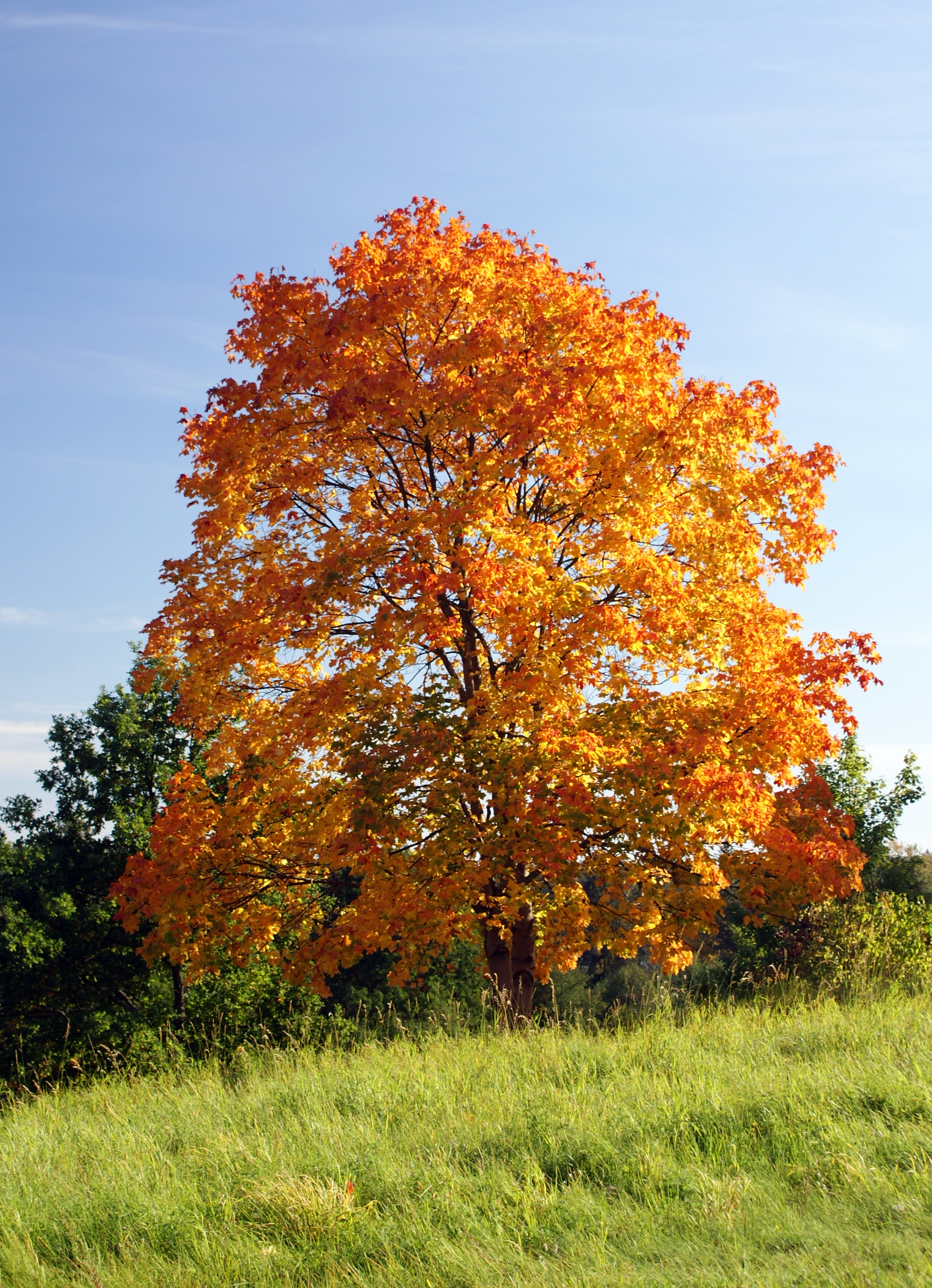
Érable plane (Acer platanoides) en couleurs automnales
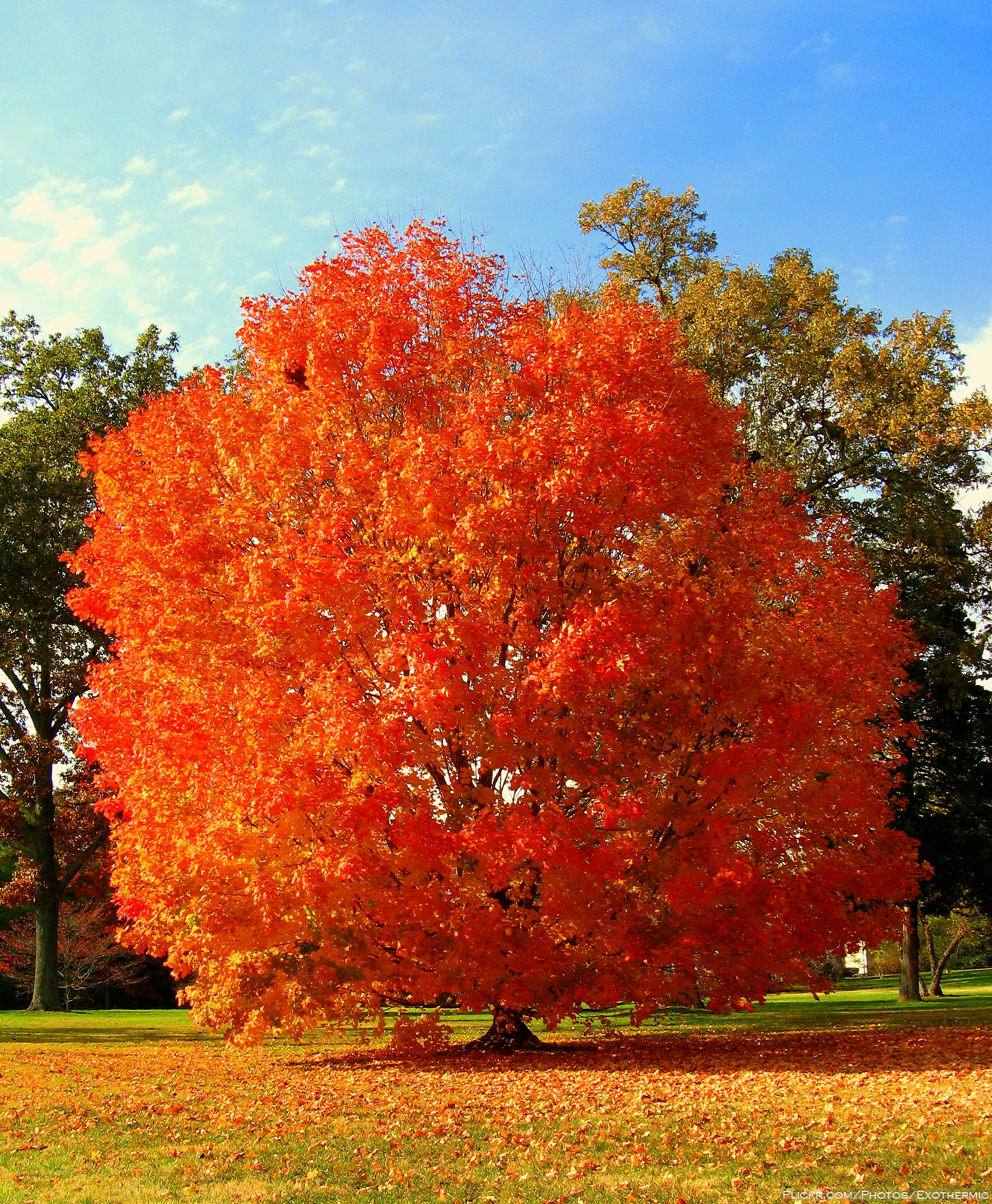
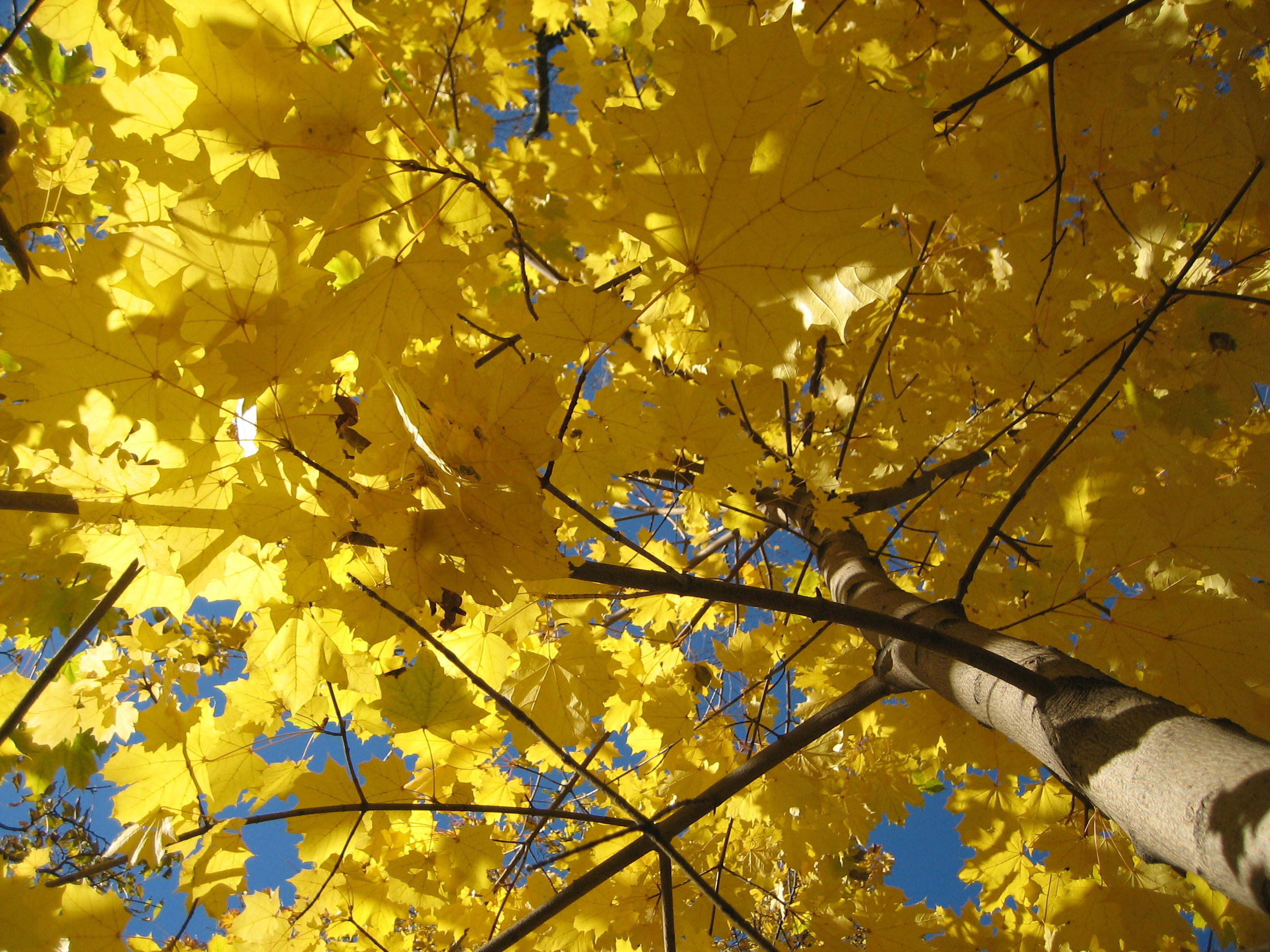
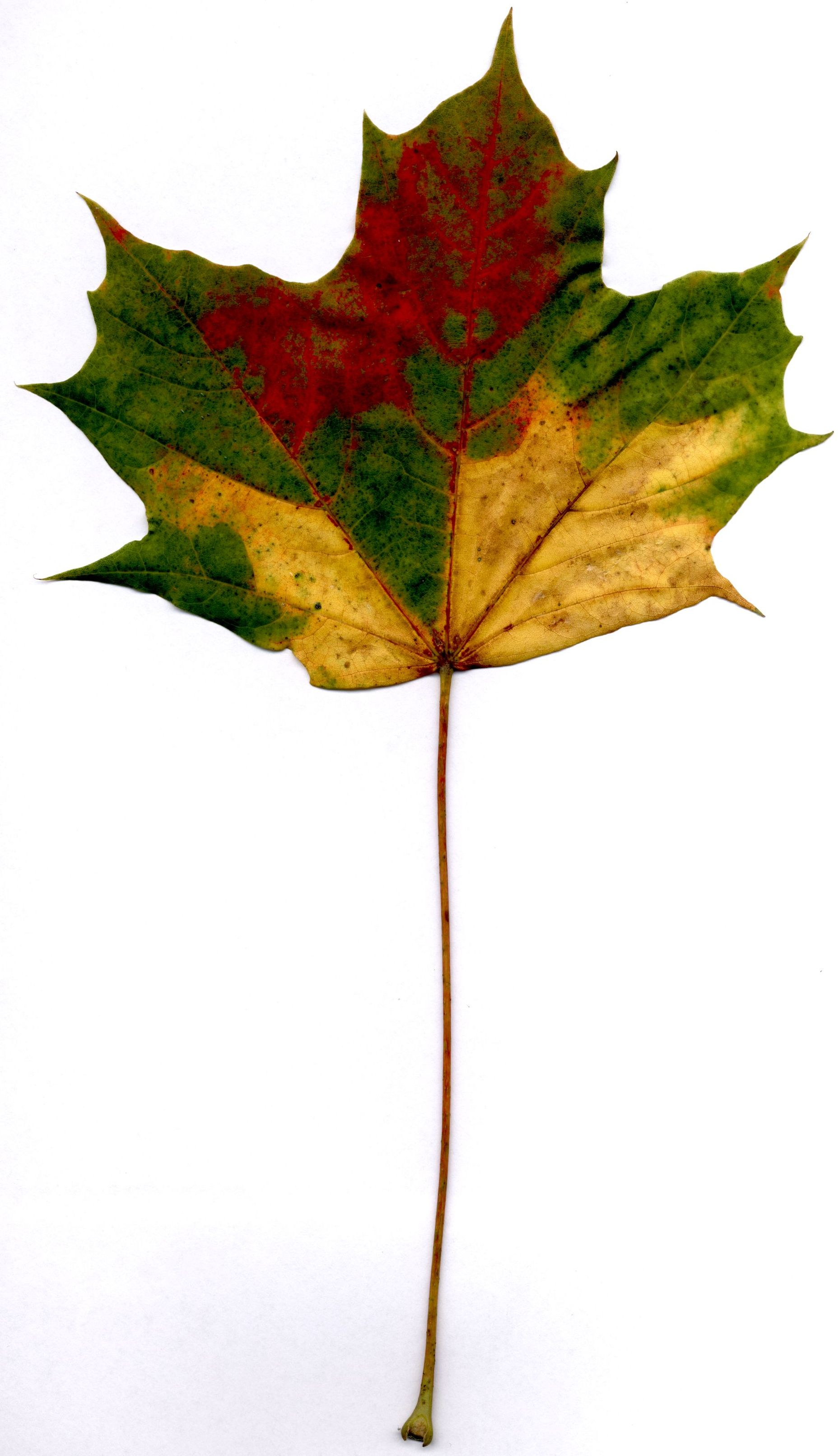
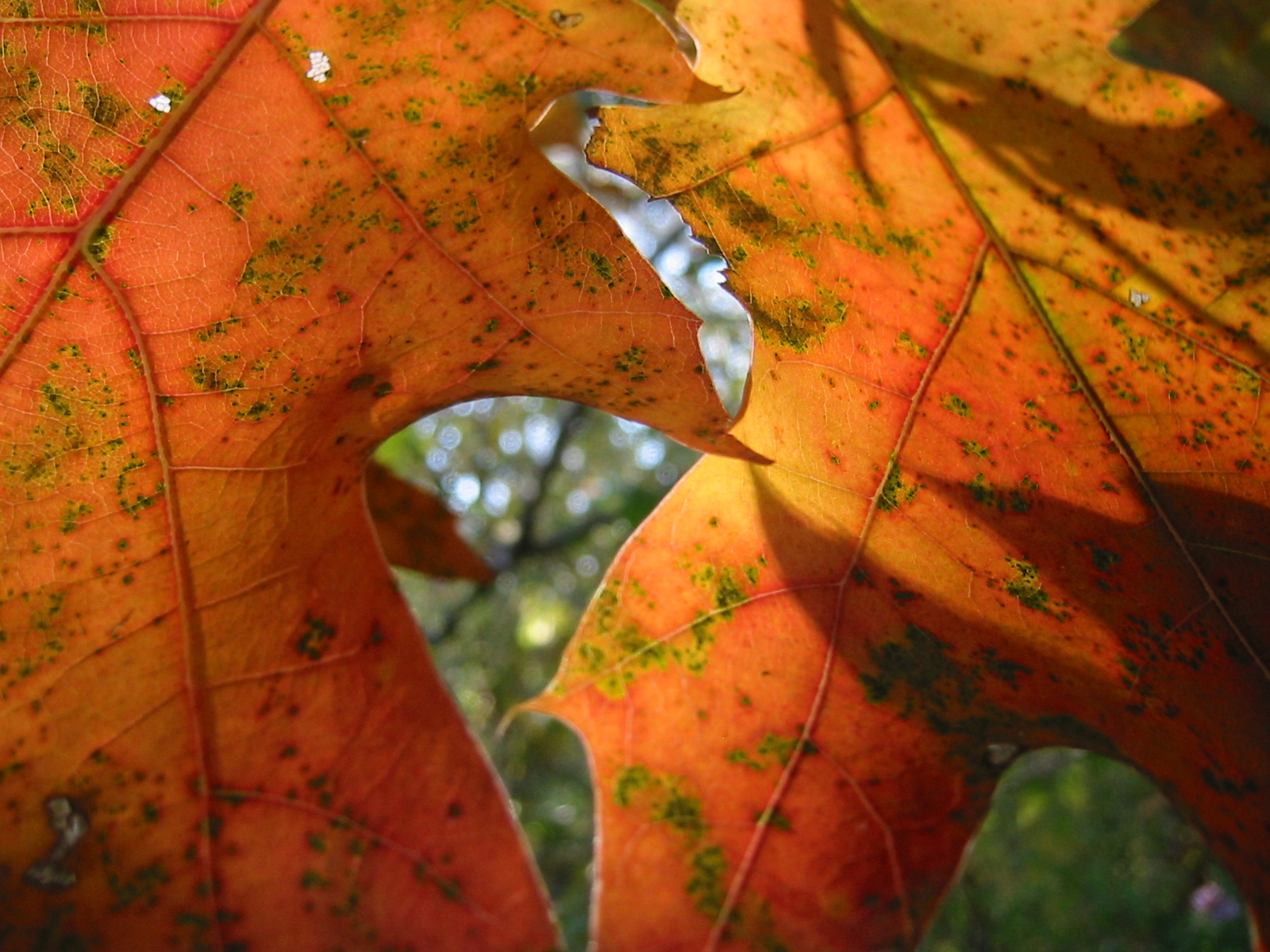
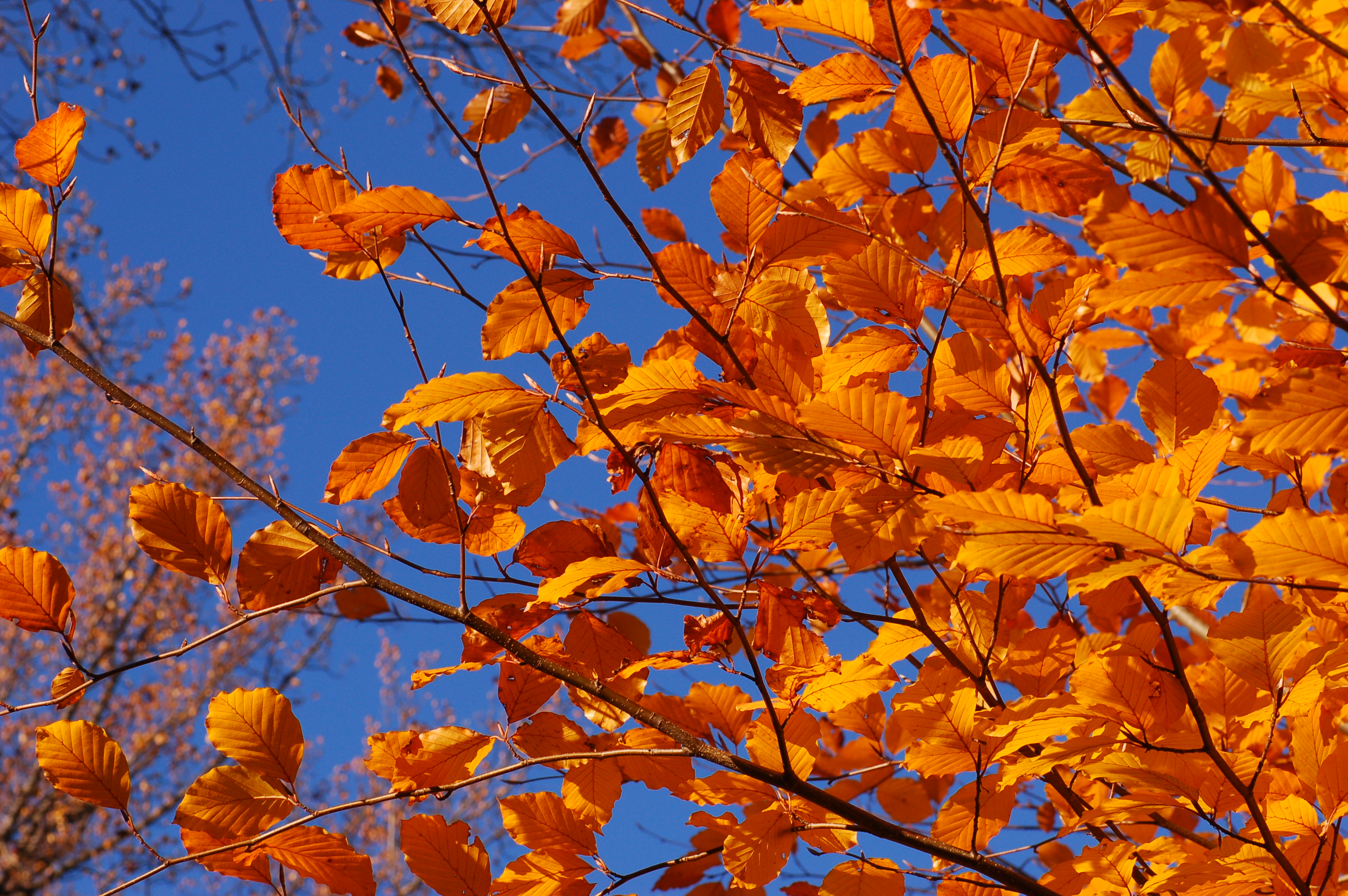
Feuilles de hêtre européen (Fagus sylvatica)
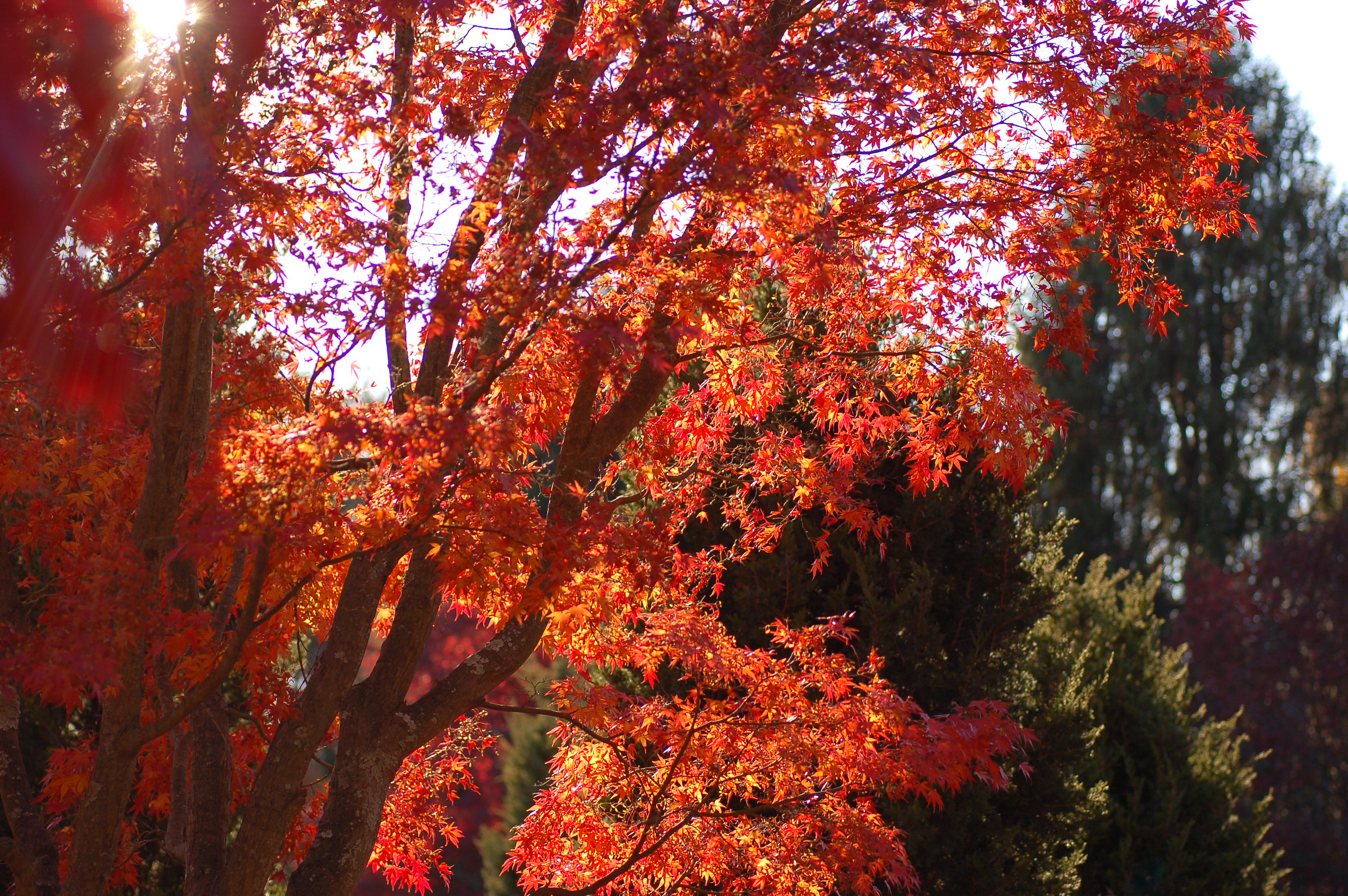
Un érable palmé en automne
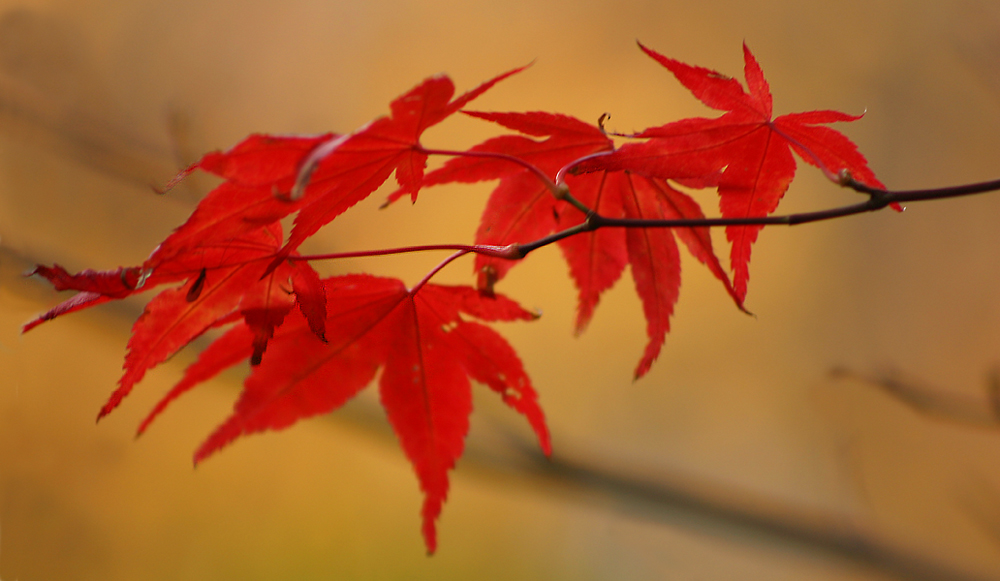
Feuilles d'un érable palmé
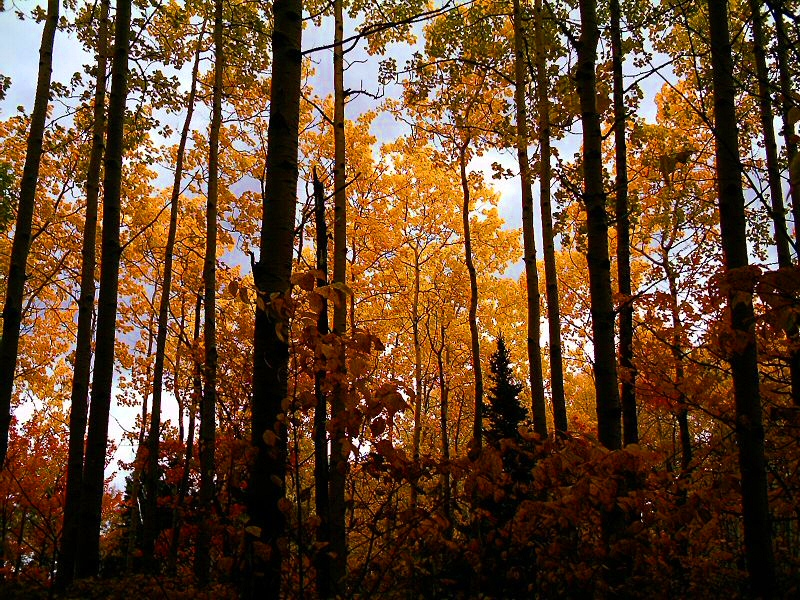
Forêt du parc Rivière-du-Moulin durant l'automne à Chicoutimi
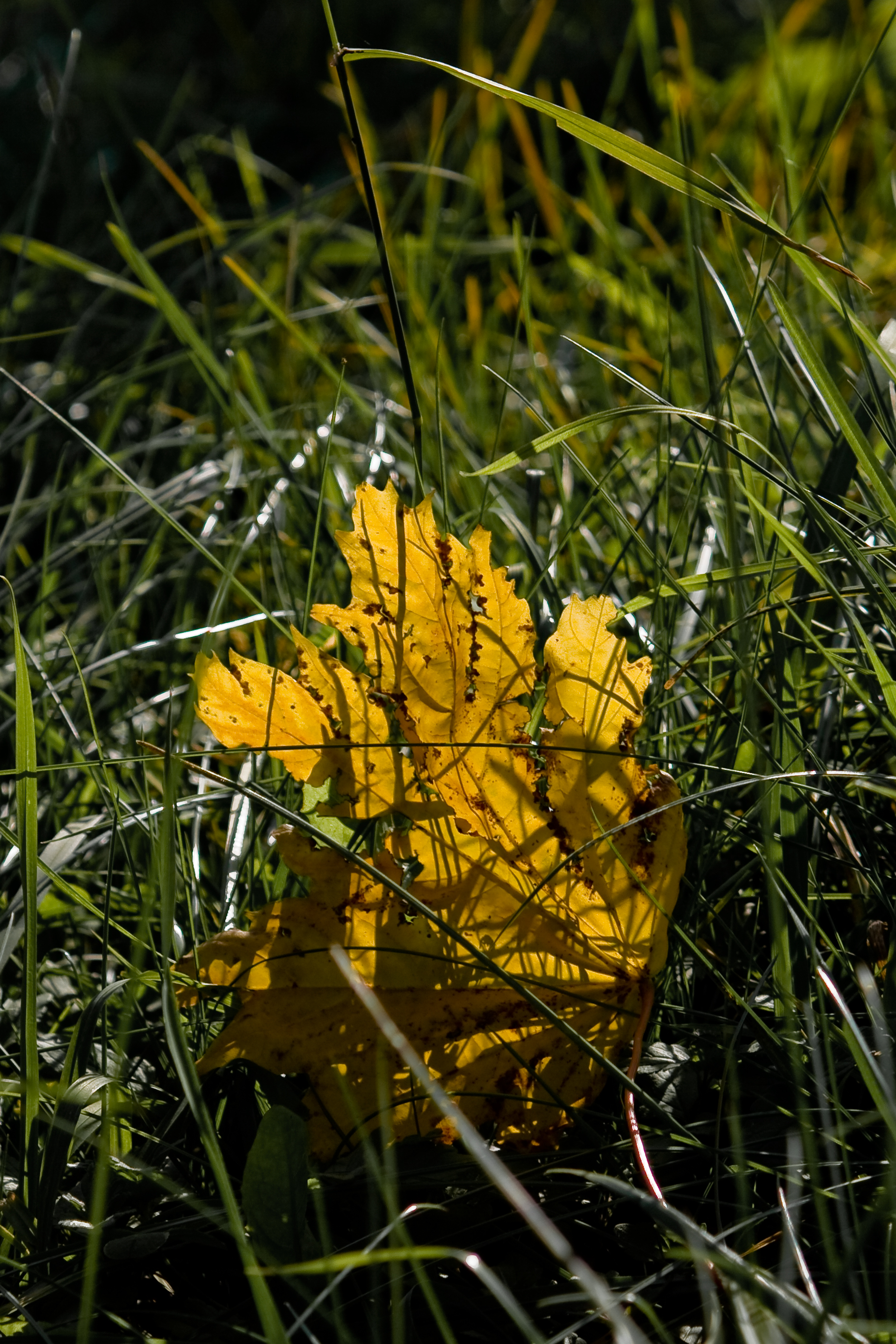
Feuille restant retenue dans l'herbe